# Domizia Lepida
Domizia Lepida (in latino Domitia Lepida; 10 a.C. circa – 54), nota anche come Domizia minore, Domizia Lepida minore o talvolta semplicemente Lepida, è stata una nobildonna romana, figlia più giovane del console Lucio Domizio Enobarbo e Antonia maggiore.

## Origini familiari

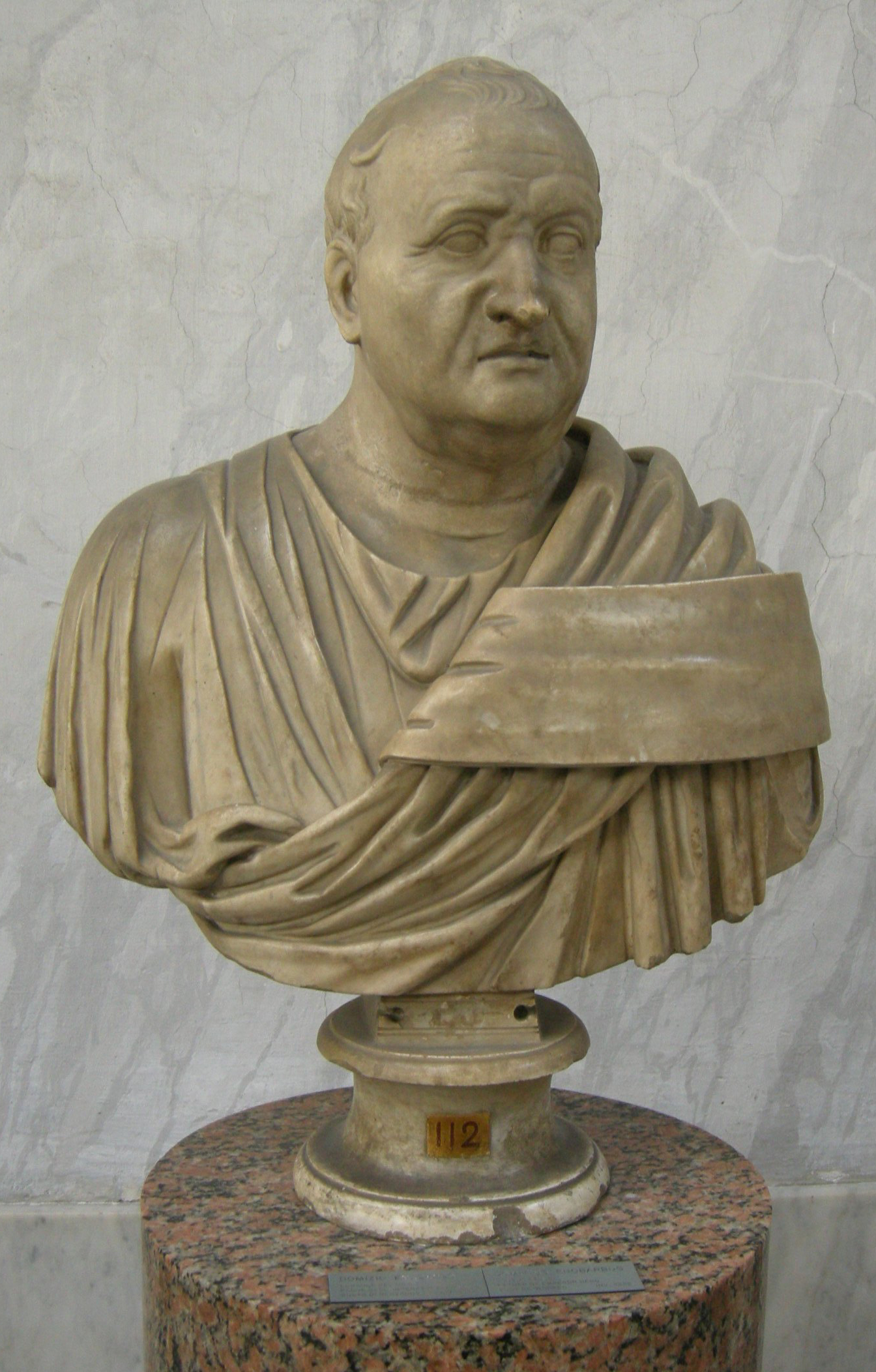
Busto di Gneo Domizio Enobarbo, fratello di Lepida e padre di Nerone. Musei Vaticani, Città del Vaticano.

Il cognomen Lepida ha origine nella nonna paterna, Emilia Lepida. I suoi tre fratelli maggiori erano Lucio Domizio Enobarbo, Domizia maggiore e Gneo Domizio Enobarbo, padre di Nerone. Era la pronipote dell'imperatore Augusto, nipote di Ottavia minore e del triumviro Marco Antonio, cugina di secondo grado dell'imperatore Caligola, cugina e suocera dell'imperatore Claudio e la zia paterna di Nerone. Come sua sorella, era anche molto ricca. Aveva delle proprietà in Calabria e possedeva la praedia lepidiana.

## Biografia

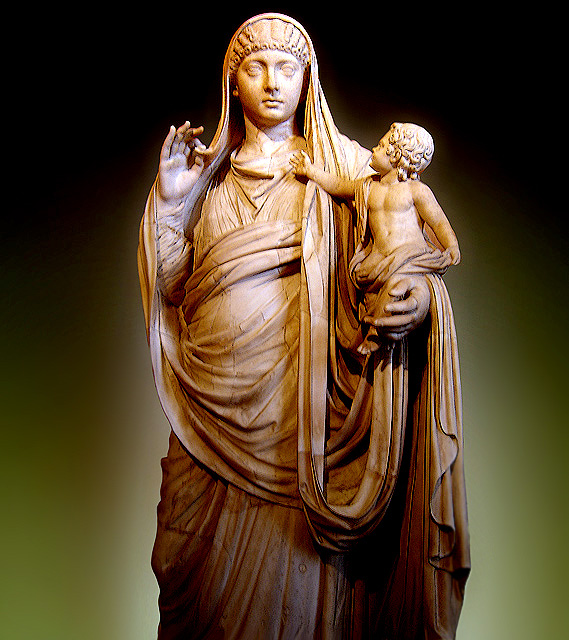
Statua raffigurante Valeria Messalina, figlia di Lepida dal suo primo matrimonio. Museo del Louvre, Parigi.

Lepida si è sposata tre volte. Il primo marito era suo cugino, il console Marco Valerio Messalla Barbato. Lepida sposò Barbato probabilmente intorno al 15. Ebbero un figlio, Marco Valerio Messala Corvino e una figlia, Valeria Messalina, che divenne imperatrice e terza moglie di Claudio. Barbato morì molto probabilmente intorno al 20 o 21, poco dopo la nascita di Messalina. Il secondo marito di Lepida fu Fausto Cornelio Silla, console suffetto nel 31, un discendente del dittatore Lucio Cornelio Silla. Il loro figlio, Fausto Cornelio Silla Felice nacque nel 22 e sposò Claudia Antonia, la figlia di Claudio attraverso il suo secondo matrimonio con Elia Petina. Fausto Cornelio Silla morì nel 62.
All'inizio del regno del marito di sua figlia Messalina, l'imperatore Claudio, Lepida fu data in sposa ad Appio Giunio Silano, console nel 28. L'anno successivo, 42, Silano fu messo a morte da Claudio, apparentemente perché aveva resistito alle avances di Messalina, che in seguito lo accusò di aver complottato per assassinare l'imperatore.
Lepida fu la nonna materna dei figli di Messalina Claudia Ottavia (sorellastra e prima moglie di Nerone) e Tiberio Claudio Cesare Britannico. Nel 48, Messalina è stata giustiziata per ordine di Claudio, a causa del suo finto matrimonio con l'amante Gaio Silio. Durante la maggior parte dell'influenza e prosperità di Messalina alla corte imperiale, Lepida era in conflitto con l'imperatrice e si allontanarono (questo potrebbe aver seguito omicidio di Appio Silano). Nell'ultima ora di Messalina nei Giardini di Lucullo, Lepida era al suo fianco e la incoraggia a porre fine alla sua vita. Dopo che Messalina fu pugnalata con un coltello da un ufficiale, il suo corpo fu affidato a Lepida.
La ex cognata di Lepida, Agrippina minore, divenne la nuova moglie di Claudio nel 49. Per gelosia, Agrippina dispose l'esecuzione di Lepida qualche tempo prima dell'avvelenamento di Claudio, dopo il quale Nerone diventò il nuovo imperatore. Agrippina accusò Lepida di aver attentato alla sua vita con la magia, di disturbare la pace italiana e di non riuscire a controllare le sue bande di schiavi calabresi. Agrippina pensava che Lepida avrebbe usato la sua influenza su Nerone e che lo avrebbe messo contro sua madre.

## Ascendenza
|                        |                       |                               | Genitori            |  |  | Nonni |  |  | Bisnonni              |  |  | Trisnonni             |  |
|                        |                       |                               |                     |  |  |       |  |  | Gneo Domizio Enobarbo |  |  | Gneo Domizio Enobarbo |  |
|                        |                       |                               |                     |  |  |       |  |  | Gneo Domizio Enobarbo |  |  | Gneo Domizio Enobarbo |  |
|                        |                       | …                             |                     |  |  |       |  |  | Gneo Domizio Enobarbo |  |  |                       |  |
| Gneo Domizio Enobarbo  |                       |                               |                     |  |  |       |  |  | Gneo Domizio Enobarbo |  |  |                       |  |
|                        |                       | Porcia Catona                 | …                   |  |  |       |  |  |                       |  |  |                       |  |
|                        |                       | Porcia Catona                 | …                   |  |  |       |  |  |                       |  |  |                       |  |
|                        |                       | Porcia Catona                 | …                   |  |  |       |  |  |                       |  |  |                       |  |
| Lucio Domizio Enobarbo |                       | Porcia Catona                 |                     |  |  |       |  |  |                       |  |  |                       |  |
|                        |                       | Mamerco Emilio Lepido Liviano | Marco Livio Druso   |  |  |       |  |  |                       |  |  |                       |  |
|                        |                       | Mamerco Emilio Lepido Liviano | Marco Livio Druso   |  |  |       |  |  |                       |  |  |                       |  |
|                        |                       | Mamerco Emilio Lepido Liviano | Cornelia            |  |  |       |  |  |                       |  |  |                       |  |
| Emilia Lepida          |                       | Mamerco Emilio Lepido Liviano |                     |  |  |       |  |  |                       |  |  |                       |  |
|                        |                       | Cornelia Silla                | …                   |  |  |       |  |  |                       |  |  |                       |  |
|                        |                       | Cornelia Silla                | …                   |  |  |       |  |  |                       |  |  |                       |  |
|                        |                       | Cornelia Silla                | …                   |  |  |       |  |  |                       |  |  |                       |  |
| Gneo Domizio Enobarbo  |                       | Cornelia Silla                |                     |  |  |       |  |  |                       |  |  |                       |  |
|                        | Marco Antonio Cretico | Marco Antonio Oratore         |                     |  |  |       |  |  |                       |  |  |                       |  |
|                        | Marco Antonio Cretico | Marco Antonio Oratore         |                     |  |  |       |  |  |                       |  |  |                       |  |
|                        | Marco Antonio Cretico | …                             |                     |  |  |       |  |  |                       |  |  |                       |  |
| Marco Antonio          | Marco Antonio Cretico |                               |                     |  |  |       |  |  |                       |  |  |                       |  |
|                        |                       | Giulia Antonia                | Lucio Giulio Cesare |  |  |       |  |  |                       |  |  |                       |  |
|                        |                       | Giulia Antonia                | Lucio Giulio Cesare |  |  |       |  |  |                       |  |  |                       |  |
|                        |                       | Giulia Antonia                | Fulvia              |  |  |       |  |  |                       |  |  |                       |  |
| Antonia maggiore       |                       | Giulia Antonia                |                     |  |  |       |  |  |                       |  |  |                       |  |
|                        |                       | Gaio Ottavio                  | …                   |  |  |       |  |  |                       |  |  |                       |  |
|                        |                       | Gaio Ottavio                  | …                   |  |  |       |  |  |                       |  |  |                       |  |
|                        |                       | Gaio Ottavio                  | …                   |  |  |       |  |  |                       |  |  |                       |  |
| Ottavia minore         |                       | Gaio Ottavio                  |                     |  |  |       |  |  |                       |  |  |                       |  |
|                        |                       | Azia maggiore                 | Marco Azio Balbo    |  |  |       |  |  |                       |  |  |                       |  |
|                        |                       | Azia maggiore                 | Marco Azio Balbo    |  |  |       |  |  |                       |  |  |                       |  |
|                        |                       | Azia maggiore                 | Giulia minore       |  |  |       |  |  |                       |  |  |                       |  |
|                        |                       | Azia maggiore                 |                     |  |  |       |  |  |                       |  |  |                       |  |